# Distretto di Rochefort
Il distretto di Rochefort era una divisione territoriale francese del dipartimento del Morbihan, istituita nel 1790 e soppressa nel 1795.
Era formato dai cantoni di Rochefort, Carentoir, Lagacilly, Peillac, Pleucadeuc e Questembert.